# Pierre-Alain Nègre-Gauthier
Pour les articles homonymes, voir Gauthier.
Pierre-Alain Nègre-Gauthier, né le 11 juillet 1981 à Nice (Alpes-Maritimes), est un joueur de rugby à XV français qui évolue au poste d'ailier au sein de l'effectif du RC Narbonne (1,80 m pour 85 kg).

## Carrière
- 1999-2000 : RRC Nice (Fédérale 2)
- 2000-2001 : RC Toulon
- 2001-2003 : Section paloise
- 2004-2005 : FC Grenoble
- Depuis 2005 : RC Narbonne
- depuis 2010 : Rugby Club Grand Mottois
- depuis 2011: Rugby Club Chateaurenardais (comité de Provence)

## Palmarès
- Équipe de France -19 ans : champion du monde en 2000[réf. nécessaire]